# Termistor

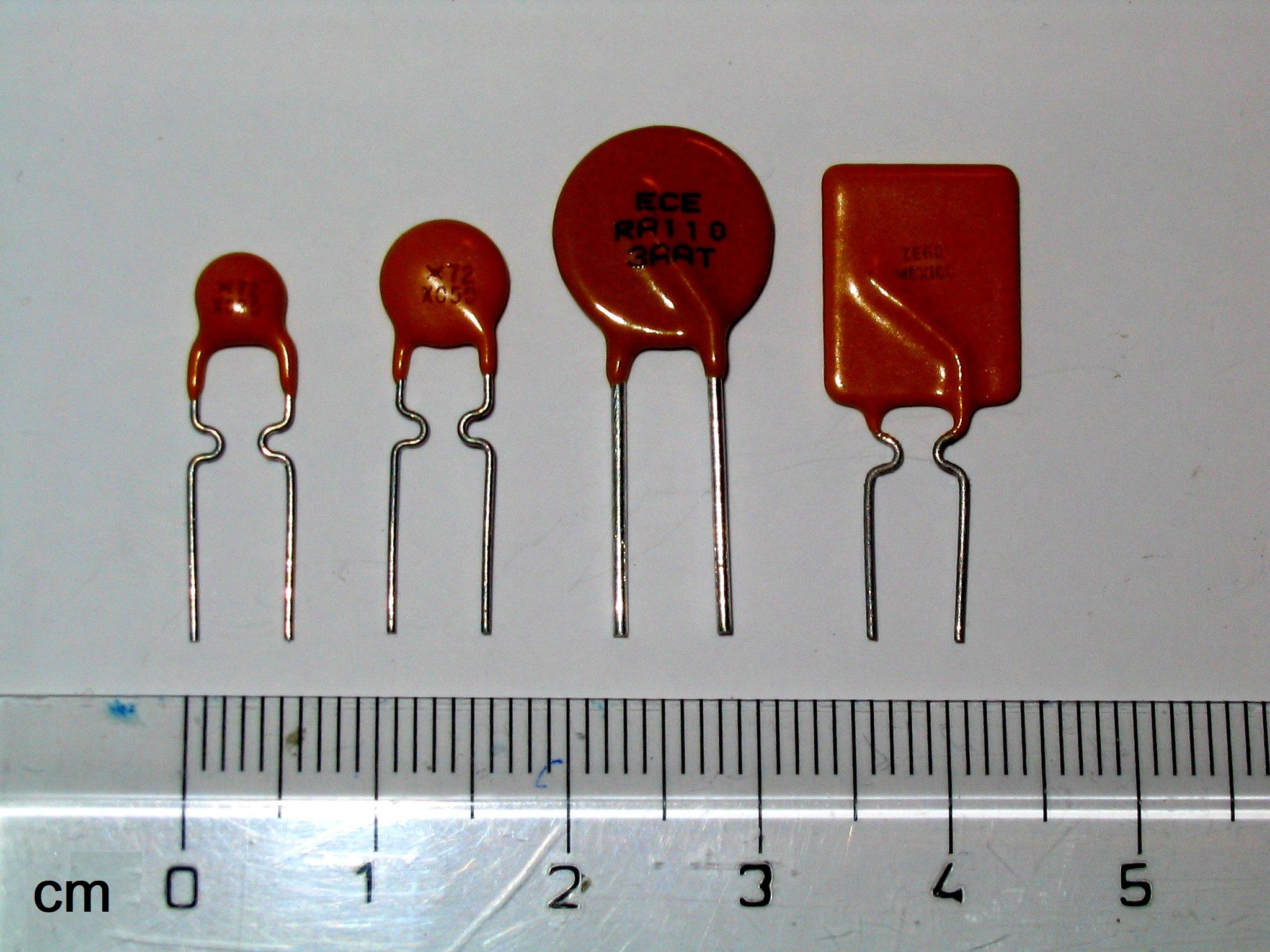
CTR – „polimerowe bezpieczniki”

Termistor – rezystor półprzewodnikowy o rezystancji silnie zależnej od temperatury, tzn. w dużo większym stopniu niż w przypadku standardowych oporników. Najczęściej półprzewodnikowy lub metalowy. Wykonuje się je z tlenków: manganu, niklu, kobaltu, miedzi, glinu, wanadu i litu. Od rodzaju i proporcji użytych tlenków zależą właściwości termistora.

## Rodzaje termistorów
- NTC – o ujemnym współczynniku temperaturowym (ang. negative temperature coefficient) – wzrost temperatury powoduje zmniejszanie się rezystancji;
- PTC – (pozystor) o dodatnim współczynniku temperaturowym (ang. positive temperature coefficient), wzrost temperatury powoduje wzrost rezystancji;
- CTR – o skokowej zmianie rezystancji (ang. critical temperature resistor) – wzrost temperatury powyżej określonej powoduje gwałtowną zmianę (wzrost albo spadek) rezystancji. W termistorach polimerowych następuje szybki wzrost rezystancji (bezpieczniki polimerowe), a w ceramicznych, zawierających związki baru – spadek.

## Podstawowe parametry
- {\displaystyle R} – rezystancja nominalna, znormalizowana podawana jest zazwyczaj w temperaturze 25 °C jako R25
- {\displaystyle \alpha } – TWR – temperaturowy współczynnik rezystancji (dla termistorów typu CTR podaje się temperaturę krytyczną)
- {\displaystyle P} – dopuszczalna moc
- {\displaystyle B} – stała materiałowa (wyrażona zwykle w kK – kilokelwinach)
- tolerancja, w zależności od rodzaju termistora

Dla termistorów (z wyjątkiem typu CTR), dla niezbyt dużych różnic temperatur, zależność rezystancji od temperatury można uznać za liniową, co można wyrazić wzorem:
{\displaystyle R=R_{0}\left[1+\alpha \left(T-T_{0}\right)\right],}
gdzie:
{\displaystyle R} – rezystancja termistora w temperaturze {\displaystyle T,}
{\displaystyle R_{0}} – rezystancja w temperaturze odniesienia {\displaystyle T_{0},}
{\displaystyle \alpha } – główny współczynnik temperaturowy termistora.
Dla termistorów PTC współczynnik α jest większy od zera, natomiast dla NTC – mniejszy od zera.
Zmiana temperatury wewnętrznej termistora, a tym samym i jego rezystancji może być powodowana zmianą temperatury otoczenia lub też zmianą natężenia prądu płynącego przez termistor (wydzielanej mocy elektrycznej).
Temperatura termistora zależy od wydzielanej w nim mocy zgodnie z zależnością:
{\displaystyle T=K\cdot P_{T}+T_{a},}
gdzie:
{\displaystyle T} – temperatura termistora,
{\displaystyle T_{a}} – temperatura otoczenia,
{\displaystyle P_{T}} – moc wydzielana w termistorze,
{\displaystyle K} – opór cieplny liczony w [K/W].
Zależność oporu R termistora typu NTC od temperatury T (w kelwinach) wyraża się wzorem:
{\displaystyle R(T)=R_{0}\exp {\frac {W}{2kT}},}
gdzie:
{\displaystyle R_{0}} – stała termistora,
{\displaystyle W} – szerokość pasma zabronionego półprzewodnika,
{\displaystyle k} – stała Boltzmanna.

## Zastosowania
Termistory wykorzystywane są szeroko w elektronice jako:
- czujniki temperatury w termometrach elektronicznych,
- czujniki temperatury (KTY), w układach kompensujących zmiany parametrów obwodów przy zmianie temperatury, w układach zapobiegających nadmiernemu wzrostowi prądu, do pomiarów temperatury,
- elementy kompensujące zmianę oporności innych elementów elektronicznych np. we wzmacniaczach i generatorach bardzo niskich częstotliwości,
- ograniczniki natężenia prądu (bezpieczniki elektroniczne) – termistory typu CTR, np. w układach akumulatorów telefonów, zapobiegając uszkodzeniu akumulatorów w wyniku zwarcia lub zbyt szybkiego ładowania,
- czujniki tlenu.